# Свети Илия (Раотинце)
Вижте пояснителната страница за други значения на Свети Илия.
„Свети Илия“ (на македонска литературна норма: „Свети Илија“) е средновековна църква в тетовското село Раотинце, Република Македония, част от Тетовско-Гостиварската епархия на Македонската православна църква – Охридска архиепископия. Църквата се намира над селото на склоновете на Жеден. Църквата е от XV век, а фреските са от XVI и XVII век. В 1852 година е обновена. В 2008 година църквата е доизографисана.